# Chaetodontoplus conspicillatus
Chaetodontoplus conspicillatus (Waite, 1900) è un pesce osseo marino appartenente alla famiglia Pomacanthidae.

## Distribuzione e habitat
Questa specie è endemica dell'oceano Pacifico sudoccidentale tropicale tra la parte meridionale della grande barriera corallina australiana (può occasionalmente ritrovarsi fino a Sydney), la Nuova Caledonia, l'isola di Lord Howe e l'isola Norfolk.
Popola le parti esterne delle barriere coralline, in zone piuttosto profonde ma ricche di madrepore. I giovanili vivono in acque poco profonde, in genere tra 2 e 10 metri, in zone riparate come lagune, porti o baie, con una preferenza per le aree in cui crescono i coralli molli.
Viene riportata una distribuzione batimetrica tra 1 e 40 metri di profondità, di solito si trova sotto i 20 metri.

## Descrizione
Come gli altri membri della famiglia Pomacanthidae ha pinne dorsale e anale ampie e parzialmente coperte di scaglie, corpo alto e abbastanza compresso, bocca piccola e una robusta spina sul preopercolo. La livrea di C. conspicillatus è caratteristica, soprattutto quella della testa che è giallo vivo con un anello vagamente circolare blu attorno agli occhi e bordi blu all'opercolo e al preopercolo nonché labbra bianche bordate da una fascia nera. Il corpo è grigio bluastro chiaro nella parte superiore mentre la parte ventrale è bruna o scura; le due colorazioni hanno estensione variabile e sfumano l'una nell'altra. La pinna dorsale ha una fascia nera e un bordo biancastro o azzurrino molto chiaro, la pinna anale è scura con un orlo simile a quello della dorsale. Le pinne ventrali sono bianche. Le pinne pettorali e la pinna caudale sono gialle nella parte vicina al corpo con un'ampia fascia nera all'estremità. I giovanili sono neri con pinna dorsale bianca e la pinna caudale incolore con una sottile stria bianca.
La taglia comune è di 10 cm ma può raggiungere i 25 cm.

## Biologia

### Comportamento
Gli adulti formano coppie.

### Alimentazione
La dieta è basata su alghe bentoniche e invertebrati bentonici come spugne e ascidie.

## Acquariofilia
Si tratta di una specie presente raramente sul mercato dei pesci per gli acquari marini; è molto ricercata per la sua bellezza ed ha un costo molto elevato. Si adatta agli acquari di comunità ma talvolta gli esemplari catturati da adulti rifiutano il cibo mentre i giovanili sono molto più adattabili. Tende a nutrirsi degli invertebrati dell'acquario.

## Conservazione
Si tratta di una specie non comune ma le popolazioni sono stabili nell'areale. Il prelievo di esemplari per il mercato acquariofilo è ridotto, effettuato quasi esclusivamente nella Nuova Caledonia. Non si registrano impatti di altro tipo. Per questi motivi la lista rossa IUCN la classifica come "a rischio minimo".